# Pseudocleobis calchaqui
Espèce
Pseudocleobis calchaqui est une espèce de solifuges de la famille des Ammotrechidae.

## Distribution
Cette espèce est endémique de la province de Salta en Argentine. Elle se rencontre vers Seclantás.

## Publication originale
- Maury, 1983 : Los Pseudocleobis del oeste arido Argentino (Arachnida, Solifugae, Ammotrechidae). Physis, Section C, vol. 41, no 101, p. 169-174.